# Torone
Torone (em grego:  Τορώνη é uma cidade grega localizada às margens do golfo atualmente chamado de Cassendra (ex-golfo de Torone), a sudoeste da península central da Calcídica. Seu nome deriva de Torone, irmã de Proteu, filha de Posidão e de Fenícia.
Foi uma colônia fundada pela cidade de Cálcis (na ilha de Eubeia), vindo a tornar-se a principal cidade da Calcídica. Seu porto chamava-se Cofos.
Durante a invasão de Xerxes I à Grécia forneceu soldados e provisões aos persas. Ao fim da guerra, caiu sob o domínio de Atenas. Em 424 a. C. um partido local, adversário dos atenienses, abriu as portas da cidade ao espartano Brásidas, porém foi reconquistada por Cleón, dois anos depois.
No tempo da supremacia macedônica sobre o mundo helênico, foi conquistada por Filipe II, junto com outras cidades calcídicas. Na guerra de Roma contra Perseu, foi atacada pela frota romana, em 169 a.C., e embora tenha rechaçado esse ataque, acabou se tornando possessão romana. Posteriormente, esteve sob domínio bizantino e otomano.